# Joseph Fesch
Joseph kardinal Fesch, francoski rimskokatoliški duhovnik, škof in kardinal, * 3. januar 1763, Ajaccio, † 13. maj 1839, Rim.

## Življenjepis
Leta 1787 je prejel duhovniško posvečenje.
1795 ga je njegov nečak Napoleon Bonaparte imenoval za vojaškega komisarja italijanske armade.
29. julija 1802 je bil imenovan za nadškofa Lyona; 4. avgusta je bil potrjen in 15. avgusta 1802 je prejel škofovsko posvečenje.
17. januarja 1803 je bil povzdignjen v kardinala in imenovan za kardinal-duhovnika S. Maria della Vittoria; 2. decembra 1822 je bil imenovan še za S. Lorenzo in Lucina.